# Santa Rosa (Tungurahua)
Santa Rosa ist ein westlicher Vorort von Ambato und eine Parroquia rural („ländliches Kirchspiel“) im Kanton Ambato der ecuadorianischen Provinz Tungurahua. Die Parroquia besitzt eine Fläche von 37,12 km². Die Einwohnerzahl lag im Jahr 2010 bei 21.003.

## Lage
Die Parroquia Santa Rosa liegt im Anden-Hochtal von Zentral-Ecuador im Westen der Provinz Tungurahua. Die Parroquia wird im Norden vom Río Ambato begrenzt. Santa Rosa liegt auf einer Höhe von 3000 m etwa 4 km westsüdwestlich vom Stadtzentrum von Ambato. Die Fernstraße E491 (Ambato–Guaranda) führt durch Santa Rosa.
Die Parroquia Santa Rosa grenzt im Norden an die Parroquias Pasa, Quisapincha und San Bartolomé de Pinllo, im Osten an die Stadt Ambato, im Südosten an die Parroquia Huachi Grande, im Süden an den Kanton Tisaleo sowie im Westen an die Parroquia Juan Benigno Vela.